# Dog Days
A Dog Days az Atlanta Rhythm Section negyedik nagylemeze, amely 1975-ben jelent meg.

## Az album dalai
1. Crazy
2. Boogie Smoogie
3. Cuban Crisis
4. It Just Ain't Your Moon
5. Dog Days
6. Bless My Soul
7. Silent Treatment
8. All Night

## Közreműködött
- Barry Bailey ― gitár
- Buddy Buie ― ének
- J.R. Cobb ― gitár, háttérvokál
- Dean Daughtry ― billentyűs hangszerek
- Paul Goddard ― basszusgitár
- Ronnie Hammond ― ének és háttérvokál
- Robert Nix ― dob, ütőhangszerek, háttérvokál